# Новоигирминское муниципальное образование
Новоигирминское муниципальное образование — муниципальное образование со статусом городского поселения в
Нижеилимском районе Иркутской области России. Административный центр — поселок Новая Игирма.

## Демография
По результатам Всероссийской переписи населения 2010 года
численность населения муниципального образования составила 10 161 человек, в том числе 4791 мужчина и 5370 женщин.

## Населённые пункты
В состав муниципального образования входят населённые пункты
- Новая Игирма[2]